# 万达镇培才二校
3°08′48″N 101°36′39″E / 3.1468°N 101.6108°E
万达镇培才二校（简称SJK (C) Puay Chai 2）是马来西亚雪兰莪州八打灵再也万达镇的一所华文小学，于2001年成立。

## 历史
培才华文小学于1923年创立，由于学生人数年年爆满，致使该校董事部决定建立培才分校。培才华文小学（二校）是《培才华文小学》之扩展。在获得马来西亚教育部批准二校的成立后，培才董事、家协和校长即成立协调小组负责策划及进行成立培才二校各方面的事务，而董事部也拨出一万令吉充当经费。雪兰莪州教育局于2000年12月1日委派当时任职培才华小副校长的汤桂兰老师掌校。该校于2001年1月3日正式开课，并与白沙罗华小共用校地上课。直到2001年9月白沙罗华小成功迁校，才使培才二校正式拥有校地。
培才二校因坐落在人口稠密的八打灵再也万达镇，学生人数增长得很快，使其面对室内空间不足的问题，需增建课室、筹建大礼堂等。该校食堂于2003年遭白蚁侵蚀而需重建，因此校方拆掉食堂，在原址筹建一座拥有大礼堂、行政及活动中心三层综合楼，并将办公室、教师休息室及图书馆等改为课室。
透过一系列的筹款活动，该校成功募得所需建设经费，增建综合楼的工程于2010年开始动工，2012年竣工，2013年初正式开始启用。办公室、教师办公室及资料中心（图书馆）迁入综合楼，原有的办公室与资料中心等即改装为特别教室与课室。
培才二校的软、硬体设施完善。截至2016年，校内40间课室与两间科学室都已提升为精明课室。目前正建造一座有盖多元球场。
培才二校在学术与课外活动有不俗的表现，每年的小六鉴定考试都很出色，还获得教育部颁布为卓越模范学校（Sekolah Kluster Kecemerlangan）。